# Duistervriend
Duistervriend is een term uit de fantasy-boekencyclus The Wheel of Time (Het Rad des Tijds), geschreven door Robert Jordan. Deze serie gaat over vijf jonge mensen, uit het vredige dorp Emondsveld die het middelpunt worden van een vernietigende reeks gebeurtenissen die de wereld veranderen.
Duistervriend is een naam die iedereen die zijn ziel aan De Duistere heeft geschonken krijgt. Meestal gebeurt dit in ruil voor (de belofte) van macht en rijkdom wanneer De Duistere vrij komt. Ze zullen er dan ook alles aan doen om Rhand Altor te laten mislukken in zijn roeping. 
Duistervrienden komen voor in alle geledingen van de maatschappij en bij alle volkeren, zelfs bij het Zeevolk, de Aiel en de Seanchanen. Natuurlijk houden de duistervrienden hun bestaan verborgen voor de rest van de wereld. In bijna alle landen staat er op het zijn van een duistervriend de onmiddellijke doodstraf. Er is zelfs een organisatie die zich bijna uitsluitend bezighoudt met het opsporen en bestraffen van duistervrienden, de Kinderen van het Licht. 
Ze hebben hun eigen hiërarchie, een bedelaar kan een edelman bevelen als hij hoger staat in de rangen van de duistervrienden. Boven de duistervrienden staan de Myrddralen en de Uitverkorenen (de Verzakers). 
Een speciale groep van duistervrienden zijn de leden van de Zwarte Ajah. Dit zijn Aes Sedai die hun ziel verkochten aan De Duistere.